# Rob Aston
Rob Aston, noto anche con lo pseudonimo di Skinhead Rob (29 ottobre 1978), è un rapper statunitense, che affronta talvolta anche altri generi come punk e ska.
È attualmente il cantante degli Expensive Taste. Ha ottenuto fama anche grazie a collaborazioni con gruppi come AFI e Rancid, di cui è stato roadie e corista; di questi ultimi ha rappato la parte finale di un pezzo, Red Hot Moon, ascoltabile nell'album Indestructible. Ha inoltre lavorato con lo stesso leader del gruppo Tim Armstrong al progetto Transplants.